# Установки дегідрогенізації в Стерлітамаку
Установки дегідрогенізації в Стерлітамаку – складові нафтохімічного майданчику в Башкортостані, які здійснюють чи здійснювали дегідрогенізацію зріджених вуглеводневих газів (ЗВГ).

## Дегідрогенізація бутану та виробництво бутадієну
В 1960-му завод у Стерлітамаку почав випуск бутадієнового каучуку на основі привозної сировини. Втім, вже у 1961-му він отримав власне виробництво бутадієну за технологією двостадійної дегідрогенізації, коли спершу бутан конвертували у олефіни – н-бутени, які в свою чергу перетворювали на цільовий діолефін.
Через низьку рентабельність напрямок дегідрогенізації бутану довелось зупинити ще до 1980-х, натомість виробництво бутадієну організували шляхом фракціонування піролізної фракції С4, що надходить по трубопроводу з розташованого в Салаваті комплексу парового крекінгу.
В процесі розділення піролізної фракції С4 також отримують бутилен-ізобутилену фракцію, що дозволило в 1994-му ввести в дію виробництво високооктанової паливної присадки — метилтретинного бутилового етеру (МТБЕ, отримують шляхом реакції ізобутилену та метанолу). В 2008 році в Стерлітамаку випустили 35 тисяч тон МТБЕ.
З 1996-го при розділенні піролізної фракції також продукують бензол.

## Дегідрогенізація ізопентану
З 1963-го на стерлітамацькому майданчику продукували ізопреновий каучук. Для забезпечення заводу власною сировиною в 1968 – 1969 роках ввели в дію установку ізомеризації пентану та виробництво ізопрену за технологією двостадійної дегідрогенізації ізопентану. З 1970-го постачальником ізопентану також могла бути установка фракціонування в сусідньому Салаваті.
Потужність заводу по ізопрену становить 100 тисяч тон на рік, тоді як установка ізмеризації може випускати 200 тисяч тон ізопентану (можливо відзначити, що в СРСР дегідрогенізацією ізопентану також займались ще кілька розташованих поблизу від Стерлітамаку хімічних підприємств – у Нижньокамську, Тольятті та Новокуйбишевську).
В 2014-му провели модернізацію вузла ректифікації ізопренової фракції від циклопентадієну та пеперилену, що дозволило щорічно випускати 22 тисячі тон товарного ізопрену з концентрацією понад 99,3%.